# Capi dell'esecutivo delle Isole Falkland
Il capo dell'esecutivo delle Isole Falkland (in lingua inglese Chief Executive of the Falkland Islands ed in lingua spagnola Jefe del Ejecutivo de las Islas Malvinas) è il capo del governo delle Isole Falkland.
Dal 2021 è Andy Keeling.

## Storia
Dopo la guerra delle Falkland nel 1982, Lord Shackleton ha pubblicato un rapporto sul governo delle Isole Falkland e ha raccomandato gli ammodernamenti, inclusa la creazione del capo dell'esecutivo. Nel 1983, David G. P. Taylor è diventato il primo capo dell'esecutivo delle Isole Falkland. Nel 1985 è entrata in vigore la Costituzione delle Isole Malvine che ha definito formalmente il ruolo ed i poteri del Capo dell'eecutivo.

## Funzioni
Il Capo dell'esecutivo è una figura governativa di servizio civile, nominata dal governatore su proposta del Consiglio dell'esecutivo. Il Consiglio dell'esecutivo fa la sua selezione attraverso il comitato ed il Capo dell'esecutivo ha la carica politica di tre anni, che può essere prorogato di altri due anni su richiesta del Consiglio dell'esecutivo.
Ai sensi della sezione 83 della Costituzione, il capo dell'esecutivo è ufficialmente il capo del governo sulle isole e il governatore può delegare alcuni dei poteri del suo ufficio al capo dell'esecutivo. Ciò significa che il Capo dell'esecutivo diventa il capo del governo delle isole in un ruolo simile a quello del primo ministro nei paesi che utilizzano il sistema di Westminster. In questo ruolo, il Capo dell'esecutivo è responsabile dell'attuazione delle decisioni in tutto il governo e la gestione efficiente ed efficace del governo. Ciò include la generazione e l'analisi della strategia e delle opzioni politiche per l'esame dell'Assemblea legislativa.
Il Capo dell'esecutivo è un membro ex officio dell'Assemblea legislativa, del Consiglio dell'esecutivo e del Comitato consultivo sulle prerogative della grazia, e funge anche da ufficiale di Stanley durante le elezioni generali.

## Elenco dei capi dell'esecutivo
| Nominativo         | Durata della carica                  |
| ------------------ | ------------------------------------ |
| David G. P. Taylor | 1983 - 1987                          |
| Brian Cummings     | 1987 - 1988                          |
| Colin Redston      | giugno - agosto 1988                 |
| Rex Browning       | agosto - settembre 1988              |
| David G. P. Taylor | 1988 - 1989 (ad interim, 2º mandato) |
| Ronald Sampson     | 1989 - 1994                          |
| Andrew Gurr        | 1994 - 1999                          |
| Michael Blanch     | 2000 - 2003                          |
| Chris Simpkins     | 2003 - 2007                          |
| Michael Blanch     | 2007 - 2008 (ad interim, 2º mandato) |
| Tim Thorogood      | 2008 - 2012                          |
| Keith Padgett      | 2012 - 2016                          |
| Barry Rowland      | 2016 - 2021                          |
| Andy Keeling       | 2021 - in carica                     |